# Agulla crotchi
Agulla crotchi är en halssländeart som först beskrevs av Nathan Banks 1924.  Agulla crotchi ingår i släktet Agulla och familjen ormhalssländor. Inga underarter finns listade i Catalogue of Life.